# Marty McFly
Martin « Marty » McFly, est un personnage de fiction créé par les producteurs et scénaristes Robert Zemeckis et Bob Gale.
Indissociable partenaire du docteur Emmett « Doc » Brown, le personnage apparaît notamment dans la trilogie cinématographique Retour vers le futur où il est interprété par l'acteur Michael J. Fox.

## Biographie du personnage
Le jeune Martin McFly grandit à Hill Valley en Californie. Ses parents, Lorraine et George McFly, ont trois enfants, Dave, Linda et Martin, surnommé par tout le monde « Marty ».
Très vite, le jeune Marty développe un don pour la musique, ce qui séduit la jolie Jennifer.

### Retour vers le futur(1985)
En 1985, Marty a 17 ans. Il partage son temps entre sa copine Jennifer Parker, son groupe de musique et son ami Emmett "Doc" Brown, un vieux savant fou. Un soir, ce dernier le contacte et lui donne rendez-vous en pleine nuit sur un parking. Doc présente alors à Marty sa nouvelle invention : une DeLorean transformée en machine à voyager dans le temps. Alors que Marty filme Doc expliquant sa machine, ils sont attaqués par des terroristes libyens que Doc a arnaqués pour avoir du plutonium. Doc est abattu par les Libyens. Marty prend la fuite à bord de la DeLorean. Mais alors qu'il dépasse les 88 miles à l'heure, il se retrouve en 1955, au même endroit. La DeLorean est hors service. Marty marche alors jusqu'au centre ville car en 1955 la partie de la ville où il était en 1985 n'existe pas encore.
En ville, il tombe dans un café sur la « version jeune » de son père George. Celui-ci est malmené par une bande de jeunes délinquants dont le chef n'est autre que Biff Tannen, le futur patron tyrannique de George. Ensuite, il sauve son père d'un accident de la circulation en étant renversé à sa place par la voiture de son futur grand-père maternel. Marty se réveille le soir 9 heures plus tard ; sa mère tombe amoureuse de lui en le soignant (l'effet Florence Nightingale). Marty a donc pris la place de son père, qui avait connu sa mère lors de cet accident (variantes du paradoxe du grand-père).
Marty tente de contacter la version de Doc de 1955. Mais ce dernier ne le prend pas au sérieux jusqu'à ce qu'il lui raconte comment il a eu l'idée du convecteur temporel (anecdote que le Doc de 1985 lui avait raconté juste avant l'arrivée des Libyens), qui permet le voyage dans le temps.
Doc parvient à trouver un moyen de le renvoyer dans son époque, mais lorsqu'il l'apprend il est catastrophé par l'intervention de Marty dans la vie de ses parents, qui pourrait provoquer des paradoxes temporels. Cela risque de complètement détruire la famille de 1985 de Marty. Ils tentent alors tout pour que Lorraine et George tombent amoureux. Ils montent un coup pour que George sauve Lorraine des fausses avances de Marty durant le bal de fin d'année. Mais Biff sème le trouble. George parvient à le neutraliser et relève Lorraine, avec qui il passe le reste de la soirée.
Tout étant rentré dans l'ordre, Marty peut retourner en 1985. Il y retrouve toute sa famille intacte, sauf que George est désormais sûr de lui et épanoui, comme le reste de la famille, et Biff servile et soumis. Marty retrouve également Jennifer.

### Retour vers le futur 2(1989)

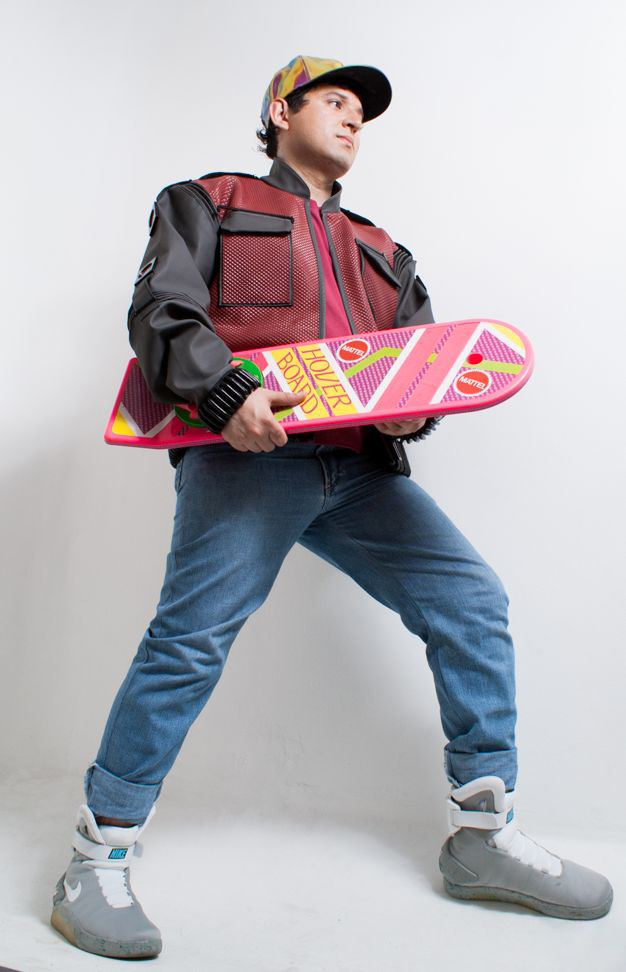
Cosplay de Marty McFly avec sa tenue futuriste de 2015 dans le deuxième opus de la série.

Marty vient à peine de revenir de 1955. Il n'a pas le temps de fêter ses retrouvailles avec Jennifer que Doc surgit du futur et l'emmène avec Jennifer pour sauver leurs enfants en 2015. En effet, leur fils Marty McFly Jr. va commettre un délit qui va provoquer la chute de la famille McFly tout entière.
Mais Jennifer supporte mal cette idée. Pour être tranquille, Doc l'hypnotise. Marty doit alors prendre la place de son fils et va à un rendez-vous avec un certain Griff Tannen, le petit-fils de Biff. Il doit répondre, à la place de son fils, qu'il ne participera pas au braquage (l'évènement qui aurait provoqué la chute des McFly). Dans une boutique, Marty achète en souvenir L'Almanach des Sports de 1950-2000...
La mission ne se déroule pas exactement comme prévu mais Griff et ses acolytes sont arrêtés et Marty Jr n'est pas embêté. Cependant, deux officiers de police trouvent Jennifer inanimée et la ramènent dans son quartier. Doc craint alors un nouveau « paradoxe temporel » si Jennifer rencontre sa version de 2015 et vice-versa. Ils foncent alors à Hilldale où réside la famille de Jennifer, Marty, Martin Jr et leur fille Marlene.
Ce que Doc redoutait arrive : les « deux » Jennifer se croisent et le choc est terrible. Alors qu'ils sauvent malgré tout Jennifer, Biff Tannen, aujourd'hui très âgé, vole la DeLorean... Doc et Marty ne remarquent rien et retournent en 1985.
Mais le 1985 qu'ils connaissaient a totalement changé : Doc doit se faire interner, George McFly est mort et Lorraine a épousé Biff, devenu l'un des hommes les plus puissants d'Amérique.
Doc explique alors à Marty que le vieux Biff de 2015 est parti en 1955 donner à sa « version jeune » l'almanach des sports. Le jeune Biff a alors fait fortune en pariant grâce aux résultats sportifs inscrits dans l'almanach. Pour supprimer cette version apocalyptique de 1985, ils doivent repartir en 1955 et intercepter l'almanach avant que Biff ne commence à s'enrichir.
Marty croise son double qui était déjà parti en 1955. Ils parviennent à détruire l'almanach. Mais sur le chemin du retour, la DeLorean et Doc sont frappés par la foudre et disparaissent. Marty est désemparé. Soudain, une voiture apparaît. Un homme remet une lettre à Marty datant de 1885. En fait, Doc est parti dans le passé à cause de la foudre. Marty sait alors qu'un seul homme peut l'aider à repartir en 1985 : le Doc de 1955.

### Retour vers le futur 3(1990)
Marty court donc retrouver le Doc de 1955. Mais ce dernier panique car il vient de renvoyer le Marty du premier film en 1985. Marty parvient à lui faire comprendre qu'il est revenu du futur. Dans sa lettre envoyée depuis 1885, le « vieux Doc » explique à son homologue de 1955 comment faire pour repartir en 1985. Il a enterré la DeLorean dans une vieille mine désaffectée. En allant là-bas, Marty et le Doc de 1955 découvrent une pierre tombale qui porte de le nom de Doc datée d'à peine quelques jours après la date d'écriture de la lettre. Plutôt que de retourner en 1985, Marty décide d'aller sauver son ami en 1885.
En 1885, Marty se retrouve face à des Indiens poursuivis par la Cavalerie. Il tombe en panne avec la DeLorean puis est ensuite attaqué par un ours. Après avoir heurté la barrière d'une ferme, il s'évanouit. Il est recueilli par un certain Seamus McFly, qui s'avère être son propre arrière-arrière-grand-père. Pour cacher son identité, Marty dit qu'il s'appelle Clint Eastwood.
Il se rend en ville à la recherche de Doc. Dans le saloon, il tombe sur Buford Tannen surnommé "Molosse". Mais Buford n'aime pas qu'on l'appelle ainsi et décide de pendre Marty pour l'affront. Il est secouru par Doc qui, bien que ravi de le revoir, n'est pas content qu'il ait pris tous ces risques pour venir en 1885.
Marty comprend que la rivalité entre Doc et Buford Tannen va être la cause du décès de Doc. Marty parvient à convaincre Doc de repartir avec lui en 1985 avant que Buford ne le tue. Doc a trouvé le moyen de propulser la DeLorean sans essence : la pousser avec une locomotive.
Mais rien ne se passe comme prévu car Doc tombe amoureux d'une institutrice, Clara Clayton, que Marty et lui ont sauvée. Doc ne veut plus partir mais Marty parvient à nouveau à le convaincre, au grand désespoir de Clara. Elle prend Doc pour un fou et un menteur quand il lui dit qu'il vient du futur et qu'il doit y retourner.
Buford veut désormais provoquer Marty en duel. Marty gagne son duel et Buford est arrêté. Doc et Marty peuvent donc prendre le train qu'ils détournent ensuite pour pousser la DeLorean. Soudain, Clara, qui a découvert que Doc disait vrai, surgit et déclare son amour à Doc. Elle essaye de monter dans le train mais manque de tomber. Doc la sauve et Marty repart seul en 1985. La DeLorean est écrasée par un train dès son arrivée.
Marty retrouve Jennifer et retourne sur les lieux. Soudain, un train apparaît. Doc en sort avec Clara et leurs deux fils : Jules et Verne (en référence à leur idole Jules Verne). Après avoir fait les présentations, Doc donne à Marty une photo souvenir qu'ils ont pris en 1885 et repart avec sa famille.

### Retour vers le futur: Le Jeu(2010)
Quelques mois après les évènements du troisième épisode, Marty s'inquiète du sort des affaires de Doc. Ce dernier ne donne plus de nouvelles depuis son départ avec sa famille. Criblé de dettes, la mairie de la ville met en vente les affaires du vieil homme pour les rembourser. Alors que Marty cherchait à sauver quelques affaires, il découvre que la DeLorean qu'il croyait détruite est réapparue. Il y retrouve une chaussure ainsi que le chien Einstein. De fil en aiguille, Marty parvient à découvrir le fin mot. Au cours d'un saut temporel pendant la Prohibition, Doc a été accusé d'avoir mis le feu à un entrepôt de trafic d'alcool. À la suite de cet évènement, le scientifique a été assassiné. Apprenant la nouvelle par le biais d'un vieux magazine, Marty décide d'utiliser la nouvelle DeLorean pour porter secours à son ami.

## Personnage

### Physique
Marty est un jeune homme de 17 ans, brun et petit. (À noter que Michael J. Fox qui l'incarne avait entre 24 et 29 ans lors du tournage des films).
 Il porte un T-shirt bordeaux avec un blue jeans (sous lequel il porte un slip Calvin Klein - Pierre Cardin dans la version française - mauve), une veste en jeans et des chaussures de  basketball Nike Bruin Leather lorsqu'il retrouve Doc au début de l'aventure temporelle. Il n'aura qu'une occasion de repasser chez lui, à la fin du premier épisode, mais, épuisé, il se couchera tout habillé, et repartira le lendemain sans avoir le temps de se changer. Il adoptera par la suite les vêtements des époques qu'il visitera.

### Personnalité
Élève à l'école secondaire de Hill Valley, il ne semble pas être très assidu en cours (4 retards en 5 jours lui fait remarquer Strickland, le directeur de l'école). Amateur de rock, il maîtrise la guitare électrique à la perfection. Il tente d'ailleurs de se faire remarquer via une audition organisée dans son établissement scolaire (Retour vers le futur 1).
Marty n'est pas particulièrement heureux dans sa vie de famille : son père est veule, lâche et défaitiste et se laisse marcher sur les pieds par Biff Tannen, son chef de bureau qui l'écrase depuis l'adolescence. Sa mère, Lorraine Baines, est une alcoolique qui traîne sa misère en rabâchant son passé. Son frère aîné, employé dans la restauration rapide, semble prendre le même chemin que son père et sa sœur n'est pas très attirante et peu sympathique. Jennifer, sa petite amie, élève elle aussi au lycée de Hill Valley, semble être son seul rayon de soleil. Mais après son premier voyage en 1955, son père devient autoritaire tout en restant affectueux et sympathique, sa mère conserve la beauté de sa jeunesse, son frère est chef de bureau et sa sœur accumule les petits-ami. Biff Tannen, quant à lui, sera le garagiste personnel de la famille McFly.
Marty, dynamique, espiègle et curieux, a trouvé en Emmett « Doc » Brown, un scientifique talentueux mais farfelu, un véritable ami, pour ne pas dire un père (du moins dans les deux premiers volets de la trilogie).
Un trait de caractère va apparaître dès le deuxième opus : il n'aime pas qu'on le traite de mauviette et prend la mouche à chaque fois que cela arrive.

## Famille

Arbre généalogique de la famille McFly.

- Père : George McFly, joué par Crispin Glover dans Retour vers le futur, puis par Jeffrey Weissman dans les suites
- Mère : Lorraine McFly (nom de jeune fille : Baines), jouée par Lea Thompson dans les trois films
- Frère : David « Dave » McFly, joué par Marc McClure dans les trois films (sa scène a été coupée dans le 2e film)
- Sœur : Linda McFly, jouée par Wendie Jo Sperber dans le premier et le troisième film
- Petite amie puis épouse : Jennifer McFly (nom de jeune fille : Parker), jouée par Claudia Wells dans Retour vers le futur, puis par Elisabeth Shue dans les suites
- Fils : Marty McFly Junior, joué par Michael J. Fox
- Fille : Marlene McFly, jouée par Michael J. Fox
- Arrière-arrière-grand-père : Seamus McFly, joué par Michael J. Fox
- Arrière-arrière-grand-mère : Maggie McFly, jouée par Lea Thompson
- Arrière-grand-père : William McFly, joué par Michael J. Fox (à l'âge adulte seulement en photo)
- Grand-père : Arthur McFly, joué par Michael X. Sommers dans Retour vers le futur : Le Jeu

## Création du personnage

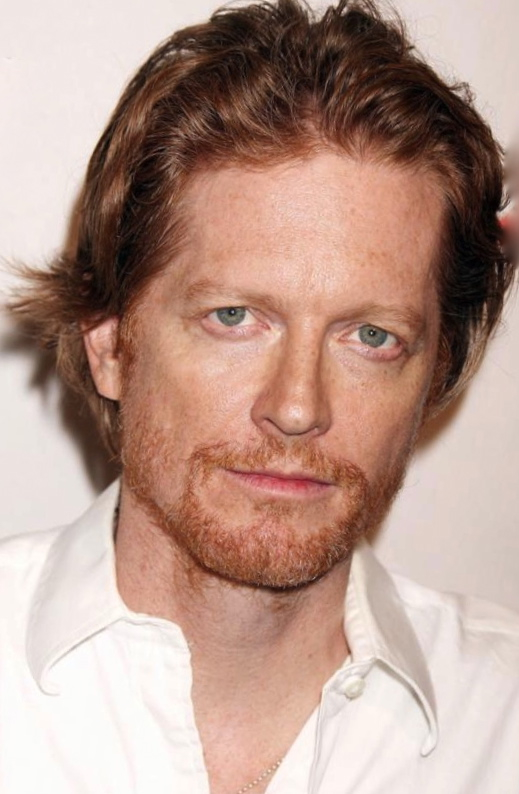
L'acteur Eric Stoltz a aussi incarné le personnage avant Michael J. Fox.

Le scénariste Bob Gale et le réalisateur Robert Zemeckis souhaitent dès le départ Michael J. Fox pour le rôle, mais il est indisponible pour le tournage et est retenu par celui de la sitcom à succès Sacrée Famille. On auditionne alors les acteurs Eric Stoltz ainsi que C. Thomas Howell qui a joué dans le film de Steven Spielberg E.T. l'extra-terrestre (il fait partie des producteurs de Retour vers le futur). C. Thomas Howell convainc plutôt, mais Eric Stoltz est choisi sous la pression du président Sid Sheinberg d'Universal Studios produisant le film.
Après cinq semaines de tournage, la prestation d'Eric Stoltz ne se révèle pas à l'image que le scénariste et le réalisateur se font du personnage de Marty qui le dessine plus proche de la comédie. Prenant au mot le président d'Universal, qui leur avait dit que « si jamais cela ne marche pas avec lui, vous pourrez le remplacer », le rôle est alors dévolu à Michael J. Fox, qui entre-temps et après avoir trouvé finalement un arrangement avec les producteurs de la série sur laquelle il est engagé, donne son accord, lui-même voulant absolument jouer dans le film. L'acteur s'engage alors dans une période intense où il effectue les deux tournages simultanément. Les scènes déjà tournées de Retour vers le futur où figure Marty sont rejouées,.

### À propos du nom
Dans le premier opus, Marty fait rencontrer ses parents. Au moment de les quitter en 1955, Lorraine, sa mère dit : « Marty… c'est un si joli nom… ». Le prénom de Marty viendrait donc de cette aventure (bien qu'en voyageant dans le passé, il ait modifié le cours des évènements ; son prénom aurait donc une autre origine).
Si on cherche plus loin dans le passé, en 1885 Marty rencontre son arrière-arrière-grand-père, Seamus McFly. Ce dernier raconte à notre héros qu'un de ses frères se nommait Martin. Il ne supportait pas de se faire traiter de « mauviette », ce qui le conduisit à participer à un duel où il trouva la mort.
Cette histoire reflète l'origine du nom de Marty, qui porte ainsi le nom d'un de ses ancêtres qui, étrangement, possédait le même caractère que lui.

## Œuvres où le personnage apparaît

### Films
- Retour vers le futur (Back to the future, Robert Zemeckis, 1985) avec Michael J. Fox (VF : Luq Hamet)
- Retour vers le futur 2 (Back to the Future Part II, Robert Zemeckis, 1989) avec Michael J. Fox (VF : Luq Hamet)
- Retour vers le futur 3 (Back to the Future Part III, Robert Zemeckis, 1990) avec Michael J. Fox (VF : Luq Hamet)
- The Flash  (Andrés Muschietti, 2023) interprété par Eric Stoltz (caméo)

### Série animée
- Retour vers le futur (Back to the Future: The Animated Series, Bob Gale, 1991-1992) avec David Kaufman (VF : Luq Hamet)

### Jeux vidéo
- Back to the future (Nintendo Entertainment System, 1985)
- Back to the future I (Sega Master System, 1989)
- Back to the future II (Nintendo Entertainment System, 1989)
- Back to the future III (Nintendo Entertainment System, 1989)
- Back To The Future II (Beam Software, Sega Master System, 1990)
- Back to the Future Part III (Beam Software, Mega Drive 1 & 2 et Sega Master System, 1992)
- Back to the Future : The Game (Windows, OS X, PS3, iPad, 2010-2011)

### Spectacle
- Back to the Future: The Musical (2020)